# 음력 8월 14일
음력 8월 14일은 음력 8월의 14번째 날이다.

## 문화
- 1899년 - 대한제국에서 한국 최초의 철도 노선인 경인선이 개통되었다.

## 탄생
- 1981년 - 대한민국의 코미디언 김민경.
- 1985년 - 대한민국의 래퍼 신동(슈퍼주니어).

## 사망
- 1701년 - 조선 숙종의 계비 인현왕후.
- 2014년 - 대한민국의 가수 권리세.

## 같이 보기
- 음력 360일: 1월 2월 3월 4월 5월 6월 7월 8월 9월 10월 11월 12월
- 전날:8월 13일 다음날:8월 15일 - 전달:7월 14일 다음달:9월 14일
- 양력:8월 14일
- 음력, 윤달